# Giovanni Antonio Santorio
Giovanni Antonio Santorio (falecido em maio de 1628) foi um prelado católico romano que serviu como bispo de Policastro (1610–1628).
No dia 26 de abril de 1610, Giovanni Antonio Santorio foi nomeado pelo Papa Paulo V como Bispo de Policastro. Serviu lá como bispo até à sua morte em maio de 1628. Enquanto bispo, foi o principal co-consagrador de Benedikt Orsini, Bispo de Lezhë, e Pietro Budi, Bispo de Sapë.